# UK Albums Chart
UK Albums Chart – lista przebojów publikująca najlepiej sprzedające się albumy (również w wersji digital download) w Wielkiej Brytanii. Jest sporządzana przez Official Charts Company i publikowana w magazynie Music Week (Top 75) oraz na stronie internetowej OCC (Top 100); pełna lista 200 albumów jest publikowana wyłącznie w newsletterze ChartsPlus.
Aby album został zakwalifikowany na UK Albums Chart musi spełniać wymogi długości i ceny. Musi mieć więcej niż trzy utwory lub być dłuższy niż 20 minut. Ponadto nie może być albumem budżetowym (cena pomiędzy £0.50 a £3.75). Kompilacje różnych artystów – które do stycznia 1989 były włączone do listy albumów – są obecnie publikowane na osobnej liście kompilacji.
Chociaż sprzedaż albumów generuje zwykle większe przychody od sprzedaży singli oraz stanowi większą miarę sukcesu artysty, UK Albums Chart przyciąga mniej uwagi mediów niż brytyjska lista singli UK Singles Chart, dzieje się tak ponieważ ogólna sprzedaż albumu jest ważniejsza niż jego szczytowa pozycja. W 2005 roku odnotowano rekordową liczbę sprzedanych albumów w Wielkiej Brytanii - 126,2 miliona egzemplarzy. W lutym 2015 roku ogłoszono, że w związku ze spadającą sprzedażą albumów i wzrostem popularności strumieniowego przesyłania dźwięku, oficjalna lista albumów zacznie zawierać dane strumieniowe z marca 2015 roku. Ostatnim albumem numer jeden w notowaniu, który opierał się wyłącznie na sprzedaży, był Smoke + Mirrors zespołu Imagine Dragons, natomiast pierwszym albumem, który osiągnął szczyt notowania na nowych zasadach był krążek In the Lonely Hour Sama Smitha.